# 黑冲水库
黑冲水库是一座中型水库，位于湖南省邵阳市邵阳县，库容约1411万立方米。水库处于资水的支流上。